# Grad sv. Justa
Grad sv. Justa (italijansko Castello di San Giusto) je grad, ki se nahaja v Trstu. Gradnja se je začela leta 1368 in se končala leta 1630. Friderik III. Habsburški dal zgraditi osrednji del gradu (1470-1471), Beneška republika pa okrogli bastion (1508-1509). Danes je grad urejen kot muzej.
Kakor pričajo ostanki raznih zgradb iz rimske dobe (bazilika, gledališče, vodovod), je Trst verjetno že takrat bil večje naselje, saj bi zakotna vas ne potrebovala tako velikih poslopij in naprav. Lahko govorimo celo o mestu, saj ga je dal že leta 33 pred našim štetjem cesar Oktavijan obzidati, o čemer priča Rikardov portal v starem delu mesta. Zato lahko sklepamo, da se je na griču sv. Justa poleg bazilike nahajal tudi tempelj in kak vojaški objekt, vsaj opazovalna točka. Iz griča je namreč možen razgled daleč na morje, kar je za takratne pojme veljalo za strateško prednost. Prisotnost templja se da slutiti zaradi propileja, ki naj bi vodil do njega, medtem ko o prisotnosti vojaškega opazovališča lahko samo ugibamo. Nikakršnih podatkov ni o taki zgradbi vse do leta 1368, ko so Benečani po zavzetju mesta zgradili dva gradiča. Prvi, imenovan Amarina, je bil postavljen na obali (a marina = na obali) in je vključeval tri stražne stolpe obstoječega obzidja. Drugi grad je bil leta 1371 dokončan na griču sv. Justa. Toda oba gradiča sta bila porušena, ko je leta 1380 Genova premagala Benetke in s tem osvojila tudi Trst.

### Zgodovinski podatki
Dejansko so prva poročila o trdnjavi na griču šele iz petnajstega stoletja. Habsburžan Friderik III., pod čigar oblast je mesto prišlo v petnajstem stoletju, ni podprl Tržačanov v vojni proti Benetkam, kar je prepričalo meščane, da so si sami svoji gospodje. Tega pa seveda cesar ni mogel sprejeti in jih je hudo kaznoval: leto 1469 je v zgodovini zapisano kot »uničenje Trsta«. Poleg avstrijskega napada in umorov, plenitve in kuge, ki so mu sledili, so meščani morali prenesti tudi cesarjevo kazen. Zgraditi so morali na lastne stroške trdnjavo za zmagovalce.
Tako je bila na ruševinah bivšega beneškega gradiča postavljena prva podoba trdnjave; to je bilo dvonadstropno poslopje in širok kvadratni stolp. Zgradba ni bila lepa, ni bila umetniška, ni bila zanimiva. Bila je samo utrdba, vojaška postojanka.
Ko je v prvih letih šestnajstega stoletja mesto spet prešlo začasno pod Benečane, je bila ta prvotna zgradba obdana z visokim obzidjem, ki je tvorilo del trdnjave same. Po vrnitvi Cesarstva so se dela nadaljevala, a sorazmerno počasi. Najprej je bil dozidan južni del (1551), nato še jugovzhodna konica, »bastione Lalio«, ki je dobila ime po gradbeniku, ki je prvi načrtoval tako obzidje (1561). Severni del, ki so ga bili zasnovali že Benečani, je bil dokončan šele leta 1595. Zadnja konica, »bastione Pomis«, je iz leta 1630.
Kakor izhaja iz načrtov, ki se še hranijo v Ljubljani, je bila v sedemnajstem stoletju predvidena globalna prezidava trdnjave, ki se je zdela za tiste čase premajhna in neprimerna za obrambo mesta. Nova trdnjava bi bila morala segati preko vsega griča, kar je predpostavljajo celo porušenje katedrale. O tem pričajo izkopanine temeljev za četrti vogal trdnjave, ki ni bil nikoli sezidan. Po francoskem bombardiranju Trsta iz leta 1702 je postalo jasno, da ogromna trdnjava na vrhu griča sv. Justa pač nima smisla.
Šele leta 1930 so Italijani zaslutili turistično vrednost kraja in trdnjava je postala grad. Bil je obnovljen in je zadobil današnjo obliko.
Dejansko je vojaška plat gradu prišla do izraza samo dvakrat v zgodovini. Prvič leta 1813, ko so avstrijske, angleške in neapeljske mornarice oblegale Napoleonovo vojsko, ki se je v trdnjavi dva tedna zaman branila. Drugič pa, ko so leta 1945 nemški vojaki v njej pričakali osvobodilno vojsko.

### Kratek opis
V grad vodi skromen dvižni most, ki pa ni prvotni srednjeveški dostop. Tega lahko vidimo takoj na levi ob vhodu. Grad je prepoln raznih spominskih kamnov in plošč in že v vhodnem prostoru opazimo med nekaterimi vojaškimi grbi skupino grbov tržaških plemiških družin. Na levi je hodnik do starih strelnih postojank, na desni hodnik do muzeja težkega strelnega orožja in do bivše stražarnice. Po stopnicah pridemo do okrogle razgledne terase in dalje do velikega odprtega dvorišča, kjer se poleti vrstijo razne kulturne prireditve. Ob robu dvorišča, ozka stopnišča vodijo na sam vrh obzidja, od koder je čudovit razgled na tiste predele mesta, ki jih iz razgledne terase ni moč videti. Zelo zanimivi so tudi podzemski rovi trdnjave, ki pa niso vsi na ogled obiskovalcem, saj nekatere še raziskujejo. V eni izmed kleti, ki ima dostop tudi izven obzidja, ima že desetletja sedež občinska restavracija visoke kategorije.